# Gerolsteiner (equipo ciclista)
Gerolsteiner fue un equipo ciclista profesional de Alemania. Estaba patrocinado por la compañía de agua mineral Gerolsteiner Brunnen y por Specialized. Participaba en el UCI ProTour.

## Historia del equipo
El equipo se fundó en 1998 teniendo como mánager Hans-Michael Holczer y como directores deportivos a Rolf Gölz y a Christian Henn. La contratación de Georg Totschnig en 2001 ayudó al equipo a entrar en la División I. En 2003, el equipo participó por primera vez en el Tour de Francia. 
Participa en el UCI ProTour desde sus inicios (2005).
En la temporada 2007 logró un total de 18 victorias, muchas de ellas de nivel. Destacan sobre todo la lograda por Robert Förster en el Giro de Italia, la victoria en la Amstel Gold Race de Stefan Schumacher y en la Flecha Valona de Davide Rebellin. También logró victorias importantes como la etapa en la Vuelta a Alemania de Robert Förster, la etapa en el Tour de Polonia de David Kopp o la etapa en el Tour de Romandía de Markus Fothen.
En 2006, durante el Tour de Francia, el mánager general Hans-Michael Holczer confirmó que su jefe de filas Levi Leipheimer se había alojado en el mismo hotel que el doctor Michele Ferrari durante su fase preparatoria en Tenerife (Canarias, España), aunque según el corredor no habría tenido ninguna relación laboral con el médico deportivo italiano.
2008 estuvo marcado por los constantes escándalos de dopaje en los que se vieron inmersos varios de sus corredores, con tres de ellos dando positivo por CERA: Bernhard Kohl y Stefan Schumacher dieron positivo en el Tour de Francia y Davide Rebellin en los Juegos Olímpicos de Pekín 2008. Asimismo, el padre de Andrea Molleta fue detenido durante la disputa del Giro de Italia en posesión de un frigorífico con 82 pastillas y algunas jeringuillas escondidas en tubos de dentífrico; el corredor fue retirado de la carrera, aunque el proceso contra él sería archivado después.
A finales de 2008 el equipo no encuentra patrocinador y se retira de la competición.

## Corredor mejor clasificado en las Grandes Vueltas
| Año  | Giro de Italia           | Tour de Francia      | Vuelta a España        |
| ---- | ------------------------ | -------------------- | ---------------------- |
| 1997 | -                        | -                    | -                      |
| 1998 | -                        | -                    | -                      |
| 1999 | -                        | -                    | -                      |
| 2000 | -                        | -                    | -                      |
| 2001 | -                        | -                    | -                      |
| 2002 | 7.º Georg Totschnig      | -                    | -                      |
| 2003 | 5.º Georg Totschnig      | 12.º Georg Totschnig | -                      |
| 2004 | 36.º Fabian Wegmann      | 7.º Georg Totschnig  | -                      |
| 2005 | 12.º Markus Fothen       | 26.º Georg Totschnig | 53.º Heinrich Haussler |
| 2006 | 74.º Matthias Russ       | 14.º Markus Fothen   | 57.º Torsten Hiekmann  |
| 2007 | 54.º Matthias Russ       | 31.º Bernhard Kohl   | 15.º Oliver Zaugg      |
| 2008 | 51.º Johannes Fröhlinger | 31.º Markus Fothen   | 11.º Oliver Zaugg      |

## Palmarés destacado
Para el palmarés completo, véase Palmarés del Gerolsteiner

### Grandes Vueltas
- Tour de Francia
  - 2005: 1 etapa Georg Totschnig

- Giro de Italia
  - 2006: 3 etapas Stefan Schumacher (2), Robert Förster
  - 2007: 1 etapa Robert Förster

- Vuelta a España
  - 2005: 1 etapa Heinrich Haussler
  - 2006: 1 etapa Robert Förster

### Otras carreras
- Vuelta a Suiza
  - 2002: 1 etapa (Tobias Steinhauser)
  - 2004: 1 etapa (Georg Totschnig
  - 2008: 1 etapa (Markus Fothen)

- París-Niza
  - 2008: General (Davide Rebellin)
  - 2003: 1 etapa (Davide Rebellin)
  - 2006: 1 etapa (Marcus Zberg)

- Critérium del Dauphiné
  - 2006: 1 etapa (Fabian Wegmann)
  - 2007: 1 etapa (Heinrich Haussler)

- Tirreno-Adriático
  - 2007: 1 etapa (Stefan Schumacher)

- Vuelta al País Vasco
  - 2004: 1 etapa (Beat Zberg)

- Flecha Valona
  - 2004: (Davide Rebellin)
  - 2007: (Davide Rebellin)

- Lieja-Bastoña-Lieja
  - 2004: (Davide Rebellin)

- Amstel Gold Race
  - 2004: (Davide Rebellin)
  - 2007: (Stefan Schumacher)

## Principales ciclistas
Para las plantillas del equipo, véase Plantillas del Gerolsteiner
| - Uwe Peschel (1999-2005) - Olaf Pollack (2000-2004) - Fabian Wegmann (2002-2008) - Sebastian Lang (2002-2008) - Davide Rebellin (2002-2008) | - Robert Förster (2003-2008) - Markus Fothen (2004-2008) - Levi Leipheimer (2005-2006) - Heinrich Haussler (2005-2008) - Stefan Schumacher (2006-2008) |